# Abd ar-Rahman ibn Hamad al-Attiyya

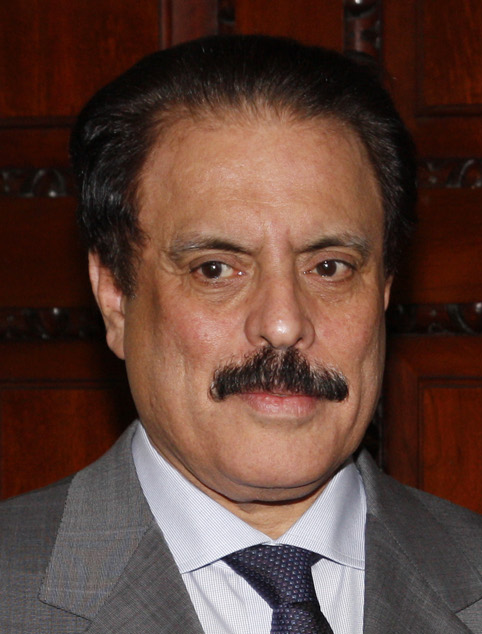
Abd ar-Rahman ibn Hamad al-Attiyya (2010)

Abd ar-Rahman ibn Hamad al-Attiyya (arabisch عبد الرحمن بن حمد العطية, DMG ʿAbd ar-Raḥmān b. Ḥamad al-ʿAṭṭīya; auch: Abdul Rahman ibn Hamad al-Attiyah; * 15. April 1950 in Doha, Katar) ist ein Diplomat und Politiker aus Katar.

## Biografie
al-Attiya studierte nach dem Schulbesuch Politische Wissenschaften und Geografie an der University of Miami und schloss dieses Studium im Juli 1972 mit einem Bachelor ab.
Anschließend trat er am 10. August 1972 in den diplomatischen Dienst und hatte in den folgenden Jahren einige Verwendungen in arabischen Ländern, ausländischen Hauptstädten sowie bei Internationalen Organisationen. Zwischen 1974 und 1981 war er zunächst Generalkonsul in Genf und zugleich von 1975 bis 1981 als Ständiger Vertreter bei den Vereinten Nationen und anderen in Genf ansässigen Internationalen Organisationen akkreditiert. Zugleich war er in dieser Zeit Ständiger Vertreter Katars bei der Ernährungs- und Landwirtschaftsorganisation der UNO (FAO) in Rom.
1981 erfolgte seine Ernennung zum Botschafter in Saudi-Arabien. In dieser Funktion war er bis 1984 auch Botschafter bei der Organisation der Islamischen Konferenz (OIC) in Dschidda sowie zugleich als nicht-ortsansässiger Botschafter in der Arabischen Republik Jemen und Dschibuti akkreditiert.
Zwischen 1984 und 1990 war al-Attiyya Ständiger Vertreter bei der UNESCO sowie zeitgleich von 1984 bis 1992 Botschafter in Frankreich. Als solcher war er von 1985 bis 1993 auch Mitglied des Vorstandes des im 5. Arrondissements von Paris ansässigen Instituts der arabischen Welt (Institut du monde arabe). Darüber hinaus war er zwischen 1986 und 1992 auch wiederum als nicht-ortsansässiger Botschafter in Italien und Griechenland akkreditiert und auch Mitglied des Gouverneursrates der Internationalen Fonds für landwirtschaftliche Entwicklung (IFAD) in Rom.
Im Januar 1998 wurde er zum Unterstaatssekretär im Außenministerium ernannt.
Im Dezember 2001 wurde er von Ministerpräsident Scheich Abdullah bin Chalifa Al Thani zum Staatsminister in dessen Kabinett berufen.
Am 1. April 2002 erfolgte seine Ernennung zum Generalsekretär des Golf-Kooperationsrates. Als solcher wurde er 2005 und 2006 bestätigt und seine Amtszeit zuletzt bis zum 31. März 2011 verlängert.